# 167971 Carlyhowett
167971 Carlyhowett è un asteroide della fascia principale. Scoperto nel 2005, presenta un'orbita caratterizzata da un semiasse maggiore pari a 3,1239732 au e da un'eccentricità di 0,0648533, inclinata di 5,06258° rispetto all'eclittica.